# Vasile Alecsandri
Vasile Alecsandri (n. 21 iulie/2 august 1821, Bacău, Moldova – d. 22 august/3 septembrie 1890, Mircești, Iași, România) a fost un poet, dramaturg, folclorist, om politic, ministru, diplomat, membru fondator al Academiei Române, creator al teatrului românesc și al literaturii dramatice în România, personalitate marcantă a Moldovei și apoi a României de-a lungul întregului secol al XIX-lea.

## Biografie

### Primii ani
Vasile Alecsandri a fost fiul medelnicerului Vasile Alecsandri (1792-1854) și al Elenei Alecsandri (născută Cozoni; 1800-1842). După unii cercetători, anul nașterii ar putea fi 1821, 1819 sau chiar 1818. Locul nașterii sale este incert, deoarece nașterea s-a petrecut în timpul refugiului familiei Alecsandri în munți din calea armatei lui Alexandru Ipsilanti. Se consideră că s-a născut undeva pe raza județului Bacău. A avut un frate, Iancu Alecsandri și o soră, Catinca Alecsandri, căsătorită cu Constantin Rolla, boier și om politic român, militant înfocat pentru Unirea Principatelor Române (1859) și ministru în mai multe rânduri în guvernele Moldovei. Vasile Alecsandri a fost rudă și cu Nicolae Alexandri, fondator al ziarului Cuvânt moldovenesc și deputat în Sfatul Țării.
Alecsandri și-a petrecut copilăria la Iași și la Mircești, unde tatăl său avea o moșie și unde a revenit pe întreaga durată a vieții sale să-și găsească liniștea. A început învățătura cu un dascăl grec, apoi cu dascălul maramureșean Gherman Vida.
Între anii 1828 și 1834, s-a deschis la Iași pensionul lui Victor Cuenim. Spătarul Alecsandri l-a înscris pe fiul său la pensionul francez, unde a studiat alături de Mihail Kogălniceanu și de Matei Millo, actorul de care l-a legat o mare prietenie și admirație și pentru care a scris Chirițele și o mare parte din Cânticelele comice.

### Anii de formare

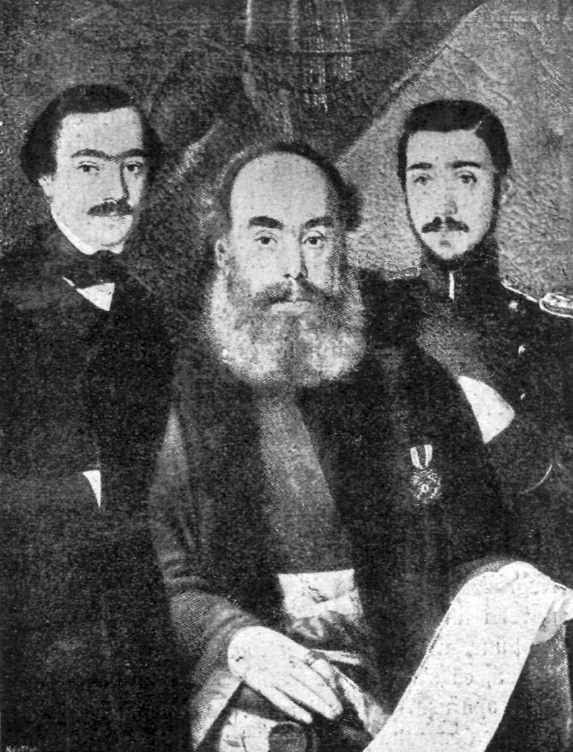
Vornicul Alecsandri, Vasile și Iancu

În anul 1834, împreună cu alți tineri boieri moldoveni, printre care viitorul domn Al. I. Cuza și pictorul Ion Negulici, a fost trimis la studii la Paris, unde și-a dat bacalaureatul în anul 1835.
În 1837 s-a pregătit pentru un bacalaureat în științe, urmând cursurile Facultății de Inginerie, pe care nu a terminat-o.
În 1838 apar primele încercări literare în limba franceză: Zunarilla, Marie, Les brigands, Le petit rameau, Serata. În anul următor s-a întors în țară și a ocupat un post în administrație până în 1846. Împreună cu Costache Negruzzi a făcut o călătorie în Italia, care a devenit motiv de inspirație pentru nuvela romantică Buchetiera de la Florența.
În 1840, împreună cu Mihail Kogălniceanu și Costache Negruzzi a luat conducerea teatrului din Iași și și-a început activitatea de dramaturg care i-a adus cele mai constante succese. Opera sa dramatică însumează circa 2000 de pagini, rămânând cel mai rezistent compartiment al activității sale literare și va constitui baza solidă pe care se va dezvolta dramaturgia românească în principalele sale direcții tehnice: comedia străină și drama istorică. În noiembrie s-a jucat Farmazonul din Hârlău iar în februarie 1841, Cinovnicul și modista, ambele preluate după piese străine.
Din 1842 datează importanta sa călătorie în munții Moldovei, în urma căreia descoperă valoarea artistică a poeziei populare. Scrie primele sale poezii în limba română pe care le va grupa mai târziu în ciclul Doine și care sunt foarte strâns legate de modelul popular din care au luat naștere.
În 1844, împreună cu Mihail Kogălniceanu și Ion Ghica scoate săptămânalul Propășirea, în care poetul va publica versuri ce vor fi incluse în ciclul Doine și lăcrimioare, iar în 11 ianuarie se reprezintă piesa Iorgu de la Sadagura, comedie de rezistență în dramaturgia scriitorului.
În 1845 cu ocazia seratelor literare de la Mânjina o cunoaște pe Elena, sora prietenului Costache Negri, de care se îndrăgostește și căreia, după moartea timpurie din 1847 (la doar 2 ani după ce a cunoscut-o), îi dedică poezia Steluța și apoi întreg ciclul de poezii Lăcrămioare. Între anii 1846-1847 Alecsandri ține un jurnal în care își declară iubirea față de Elena Negri. Jurnalul-document biografie este scris în limba franceză pe o agendă mică, de 59 file.

### Exilul
Vasile Alecsandri a fost unul dintre fruntașii Revoluției de la 1848. Mișcarea revoluționară din Moldova a avut un caracter pașnic (fiind denumită în epocă „revolta poeților”). La 27 martie 1848, la o întrunire a tinerilor revoluționari moldoveni care a avut loc la hotelul Petersburg din Iași, a fost adoptată o petiție în 16 puncte adresată domnitorului Mihail Sturdza, petiție redactată de către Vasile Alecsandri.
După înfrângerea mișcării pașoptiste Vasile Alecsandri este exilat. După ce călătorește prin Austria și Germania se stabilește la Paris, unde se întâlnește cu alți militanți pașoptiști munteni; din perioada exilului datează poeziile Adio Moldovei și Sentinela română.
În mai 1849 pleacă, împreună cu ceilalți exilați, la Brașov, apoi în Bucovina, iar în toamna aceluiași an, la Paris.
Scrie primele „cântecele comice” (Șoldan Viteazul, Mama Anghelușa) și câteva scenete comice și muzicale. Se întoarce în țară în luna decembrie.

### Anii de maturitate
Nicolae Bălcescu, prietenul lui Vasile Alecsandri, moare la Palermo în 1852. Între anii 1852-1853, Alecsandri rămâne pentru mai multă vreme în Franța. În vara anului 1853, pornește spre sudul Franței, într-o călătorie spre Pirinei, Marsilia, Gibraltar, Tanger, Maroc, Madrid, o călătorie care va lăsa urme în creația sa poetică, în gustul pentru exoticul mauro-hispanic.
În 1855 s-a îndrăgostit de Paulina Lucasievici, cu care a avut o fată, Maria, născută în noiembrie 1857. S-au căsătorit nouăsprezece ani mai târziu, pe 3 octombrie 1876, la Mircești. Din 1860 se stabilește la Mircești, unde rămâne până la sfârșitul vieții, chiar dacă lungi perioade de timp a fost plecat din țară în misiuni diplomatice.

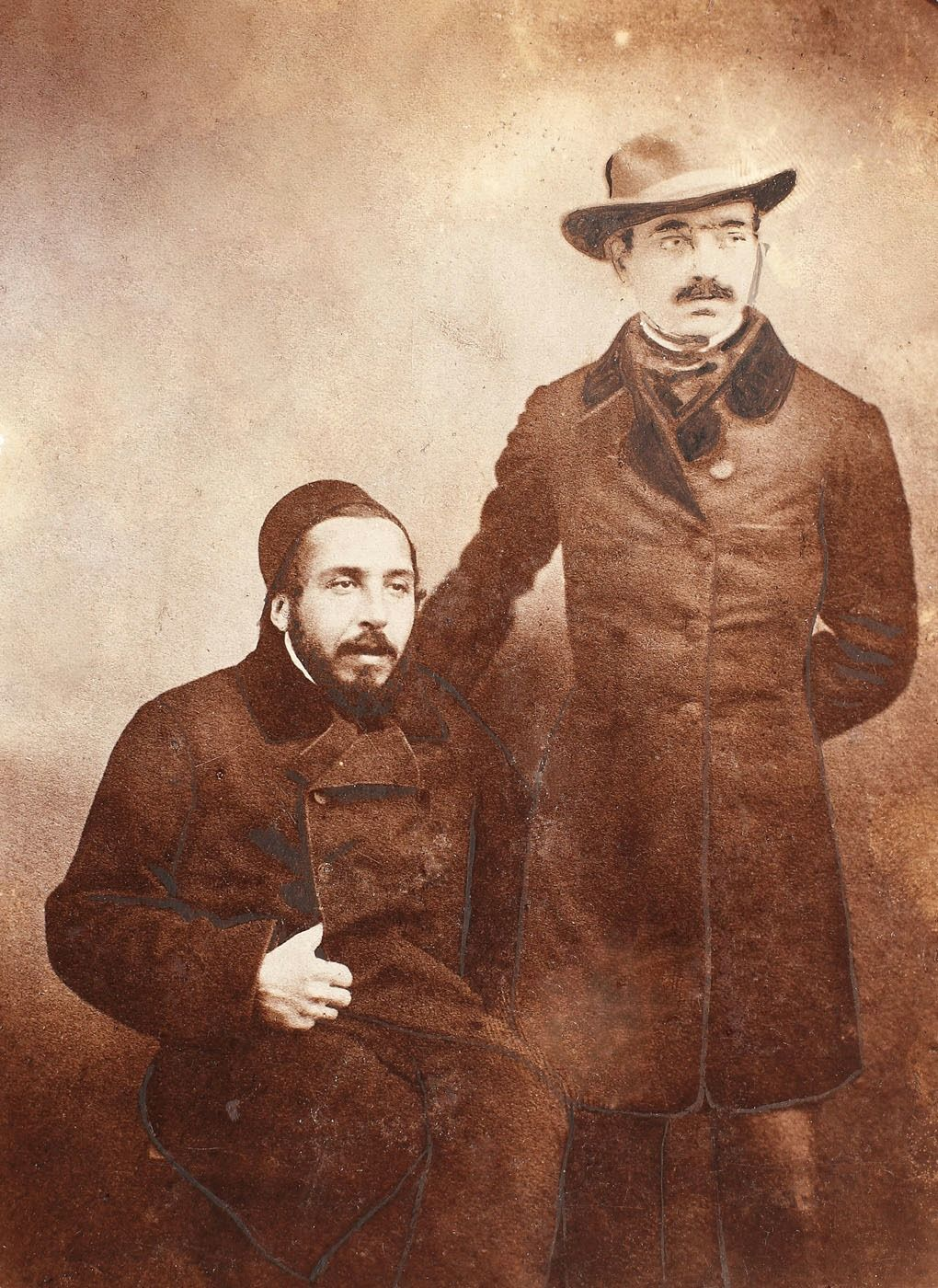
Vasile Alecsandri și Ion Ghica la Istanbul în 1855

În 1882 este ales președinte al secției de literatură a Academiei. Călătorește în Franța pentru a primi premiul oferit de felibri; este sărbătorit la Montpellier. Îl vizitează pe ambasadorul României la Londra, prietenul său Ion Ghica. Pleacă la Paris în 1885, ca ministru al României în Franța. În 1889, primește vizita poeților francezi Sully Prudhomme și Leconte de Lisle.
Vasile Alecsandri s-a stins din viață la 22 august 1890, după o lungă suferință, fiind înmormântat cu toate onorurile la conacul său de la Mircești.

## Activitate culturală
A fost unul dintre fruntașii mișcării revoluționare din Moldova, redactând împreună cu Kogălniceanu și C. Negri Dorințele partidei naționale din Moldova, principalul manifest al revoluționarilor moldoveni.
În 1854 - Apare sub conducerea sa România literară, revistă la care au colaborat moldovenii C. Negruzzi, M. Kogălniceanu, Al. Russo, dar și muntenii Gr. Alexandrescu, D. Bolintineanu, Al. Odobescu.
În 1859 - Este numit de domnitorul Al. I. Cuza ministru al afacerilor externe; va fi trimis în Franța, Anglia și Piemont pentru a pleda în scopul recunoașterii Unirii.
Primește Premiul Academiei pentru Literatură în 1881.

### Alecsandri și Junimea
În 1863 ia naștere la Iași societatea Junimea, al cărui membru onorific a fost până la sfârșitul vieții. În anul 1867 este ales membru al Societății literare române, devenită Academia Română.
Cu ocazia serbărilor de la Putna din 1871, poetul trimite două cântece care au însuflețit marea masă de oameni: Imn lui Ștefan cel Mare și Imn religios cântat la serbarea junimei academice române. În același an Titu Maiorescu publică în Convorbiri literare studiul Direcția nouă în poezia și proza românească în care spune: „În fruntea noii mișcări e drept să punem pe Vasile Alecsandri. Cap al poeziei noastre literare în generația trecută, poetul <Doinelor și lăcrimioarelor>, culegătorul cântecelor populare păruse a-și fi terminat chemarea literară (...). Deodată, după o lungă tăcere, din mijlocul iernei grele, ce o petrecuse în izolare la Mircești, și iernei mult mai grele ce o petrecuse izolat în literatura țării, poetul nostru reînviat ne surprinse cu publicarea Pastelurilor ... “

## Opera. Evoluție și tendințe

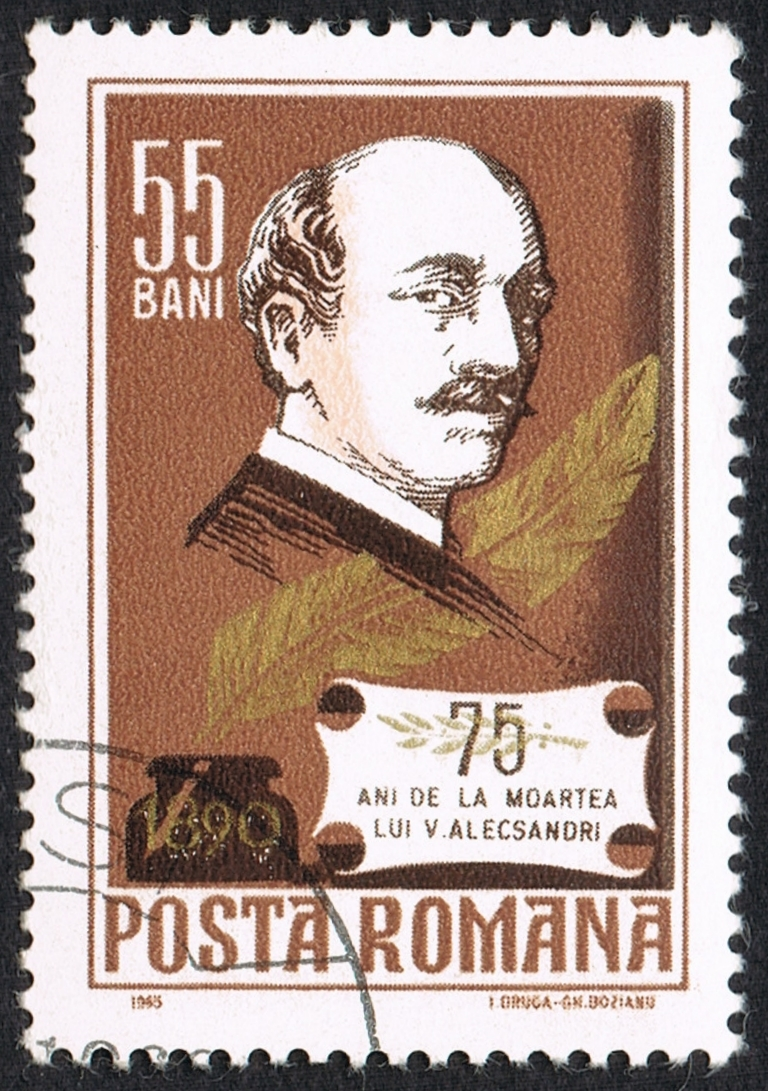
Vasile Alecsandri tipărit pe un timbru poștal

În 1843 apare, în Albina Românească, Tatarul, prima poezie care va face parte din ciclul Doine și lăcrămioare. Tot acum scrie poeziile Baba Cloanța, Strunga, Doina, Hora, Crai nou. În 1848 scrie poezia Către români, intitulată mai târziu Deșteptarea României.
În 1850, după o absență de aproape doi ani, Vasile Alecsandri se întoarce în țară; publică în revista Bucovina poeziile populare Toma Alimoș, Blestemul, Șerb sărac, Mioara, Mihu Copilul. Începe sa lucreze la ciclul Chirițelor cu Chirița în Iași. Aceasta va fi urmată de Chirița în provincie (1852), Chirița în voiagiu (1864) și Chirița în balon (1874). La Teatrul Național se joacă Chirița în Iași sau Două fete ș-o neneacă.
În 1852 apare volumul Poezii poporale. Balade (Cântice bătrânești). Adunate și îndreptate de d. V. Alecsandri. Tipărește primul volum de teatru Repertoriul dramatic, care conține piesele Iorgu de la Sadagura, Iașii în carnaval, Peatra din casă, Chirița la Iași, Chirița în provincie. În 1853 apare volumul Poezii poporale. Balade adunate și îndreptate de V. Alecsandri, partea a II-a. Publică la Paris primul volum de poezii originale: Doine și lăcrimioare. În 1856 apare în Steaua Dunării, revista lui Kogălniceanu, poezia Hora Unirii.
În 1874 publică Boieri și ciocoi, una dintre cele mai importante comedii, o frescă socială de dimensiuni considerabile. Tot în Convorbiri literare publică nuvela Călătorie în Africa. În 1875 se editează Opere complete, cuprinzând Poezii (I-III) și Teatru (IV). În 1876 se publică volumul Proza. În 1877, odată cu poezia Balcanul și Carpatul începe seria Ostașilor noștri. În 1878 apare volumul Ostașii noștri, închinat eroismului românilor în războiul din 1877. În 1881 apare ultimul volum din Opere complete, care cuprinde ciclurile Legende nouă și Ostașii noștri. Tot în anul 1881, cu prilejul încoronării regelui Carol I, Vasile Alecsandri a scris textul „Imnului regal român”.
În evoluția artistică a lui Alecsandri se pot distinge cel puțin trei momente, trei vârste aflate în deplină corelație cu epoca plină de transformări prin care trece societatea românească a acelor timpuri.
Debutul său stă sub semnul unui romantism tipic, entuziast, liric (Buchetiera de la Florența, Doine și lăcrimioare) dar și al unei necruțătoare critici a ridicolului social în piesa Iorgu de la Sadagura sau în ciclul "Chirițelor". Acest romantism tipic, caracteristic literaturii române din perioada pașoptistă, are în literatura lui Alecsandri cea mai înaltă măsură în Balta albă și în Deșteptarea României și, de cele mai multe ori se prelungește prin unele texte până după Unire.
O a doua etapă, așa-zisă de limpezire, de obiectivare a viziunii și a mijloacelor artistice, se poate observa începând cu prozele călătoriei în Africa și terminând cu expresia artistică matură din pasteluri și din unele legende.
Cea de-a treia etapă îl face să revină spre teatru, cu o viziune în general romantică, viziune filtrată însă printr-un echilibru al sentimentelor, printr-o seninătate a înțelegerii care îl apropie de clasicism. Epoca în care trăiește Alecsandri este fundamental romantică, dar fără îndoială că a vorbi despre clasicism și romantism la modul concret (implicând așadar o conștiință și practică concretă), e o aventură la fel de mare ca aceea de a descoperi marile curente europene într-o literatură cu altă evoluție culturală și istorică decât cele din vestul Europei.
După 1840, când psihologia romantică pătrunde mai adânc, poetul începe să sufere de ceea ce s-a numit <<sentimentul incomplenitudinii, dar, în aceeași măsură, suferă de teama de dezordine în lumea fizică și morală. Haosul îi provoacă viziuni negre. Lângă senzația de axfisie și dorința de expansiune stă, mereu, un treaz sentiment al ordinei, stă voință (la Grigore Alexandrescu, Heliade, mai ales) de a împăca elementele în <<sfadă>>.
Marile convulsii istorice modelate de marile modele culturale imprimă începuturilor poeziei românești o configurație dialogică. Pe de-o parte revolta și idealurile, transfigurate în așa zisele universuri compensative: revoltă, erotică, sentimente ale individualului raportat la lume, tipic romantice, construite pe marile modele ale literaturii occidentale (Lamartine, Victor Hugo etc), iar pe de altă parte tentația de a imprima acestei mișcări de emancipare o ordine, o coerență, care nu putea fi găsită decât în marile modele ale literaturii clasice, adică în încercarea de a obiectiva viziunea și mijloacele artistice, inițial, iar mai apoi în luciditatea interogării lumii, în gustul contrastelor tragice născute de interacțiunea dintre epoci, de ruptura dintre ele.
Un lucru de care este preocupat și revine adesea în activitatea lui Alecsandri e acela al limbii. El tipărește la Paris în anul 1863, sub pseudonimul V. Mircesco, lucrarea Grammaire de la langue roumaine. A susținut în ortografie, principiul fonetic, combătând exagerările latiniste, ale italienismului lui I. Heliade-Rădulescu, ale pedantismului purist al lui A. Pumnul.

### Pastelurile
Alecsandri a început să publice pasteluri (specie a genului liric) în 1868, în diverse numere ale revistei Convorbiri literare. Întregul ciclu de pasteluri, publicate inițial în Convorbiri literare între 1868 și 1869, a fost ulterior publicat în volumul Pasteluri (1871).
Pastelul preia de la poezia descriptivă a primilor romantici nu numai ideea corespondenței dintre sentiment și tabloul de natură, ci și pe aceea a privirii unui peisaj sub unghiul mișcător al marilor cicluri naturale, al anotimpurilor, care îl luminează și-l însuflețesc mereu de altă viață, în alte nuanțe; pe de altă parte, supune descrierea unui proces de obiectivare caracteristic poeziei post romantice, încercând să o apropie de trăsăturile unei opere plastice. Pastelul este mai degrabă un tablou realizat cu ajutorul limbajului (la origine pastelul însemna un desen în creion moale, ușor colorat). Acest tip de poezie manifestă preocupare pentru satisfacerea unor exigențe specifice: compoziție, colorit, echilibru.
Alecsandri a dat formă concretă unei tendințe care preexista în poezia românească (se pot găsi elemente de pastel la Asachi, Heliade, Alexandrescu). El va fi urmat de mai toți poeții sensibili la elementul pictural, la peisaj, indiferent de orientare estetică: Alexandru Macedonski, George Coșbuc, Ion Pillat, Vasile Voiculescu.
Pastelurile lui Alecsandri evocă natura așa zis domestică, adică tot ce constituie cadrul obișnuit al unei vieți patriarhale, idilice. Elementele descriptive apar aici nu incidental, ca un cadru al unui conflict de natură romantică, ci sunt scopul elementar al acestei poezii. Natura nu mai este un refugiu, ca în marea poezie romantică, ci cadrul natural privit cu obiectivitate descriptivă. Pastelurile devin în acest sens imnul plin de încredere adresat adevăratei țări, satului și adevăratelor valori ale acestuia: munca, rodnicia, robustețea și sănătatea morală. Melancolia romantică este înlocuită aici cu încredere în armonia naturală, cu o adevărată credință naturistă (vezi poeziile dedicate primăverii: Câmpia scoate aburi; pe umedul pământ / Se-ntind cărări uscate de-al primăverii vânt. Căldura pătrunde în inimi și natura iese din amorțeală, sosesc cocorii din țările calde, țăranii muncesc câmpul. Universul generat va fi unul al armoniei și al ciclurilor firești ale naturii.

### Autorul dramatic

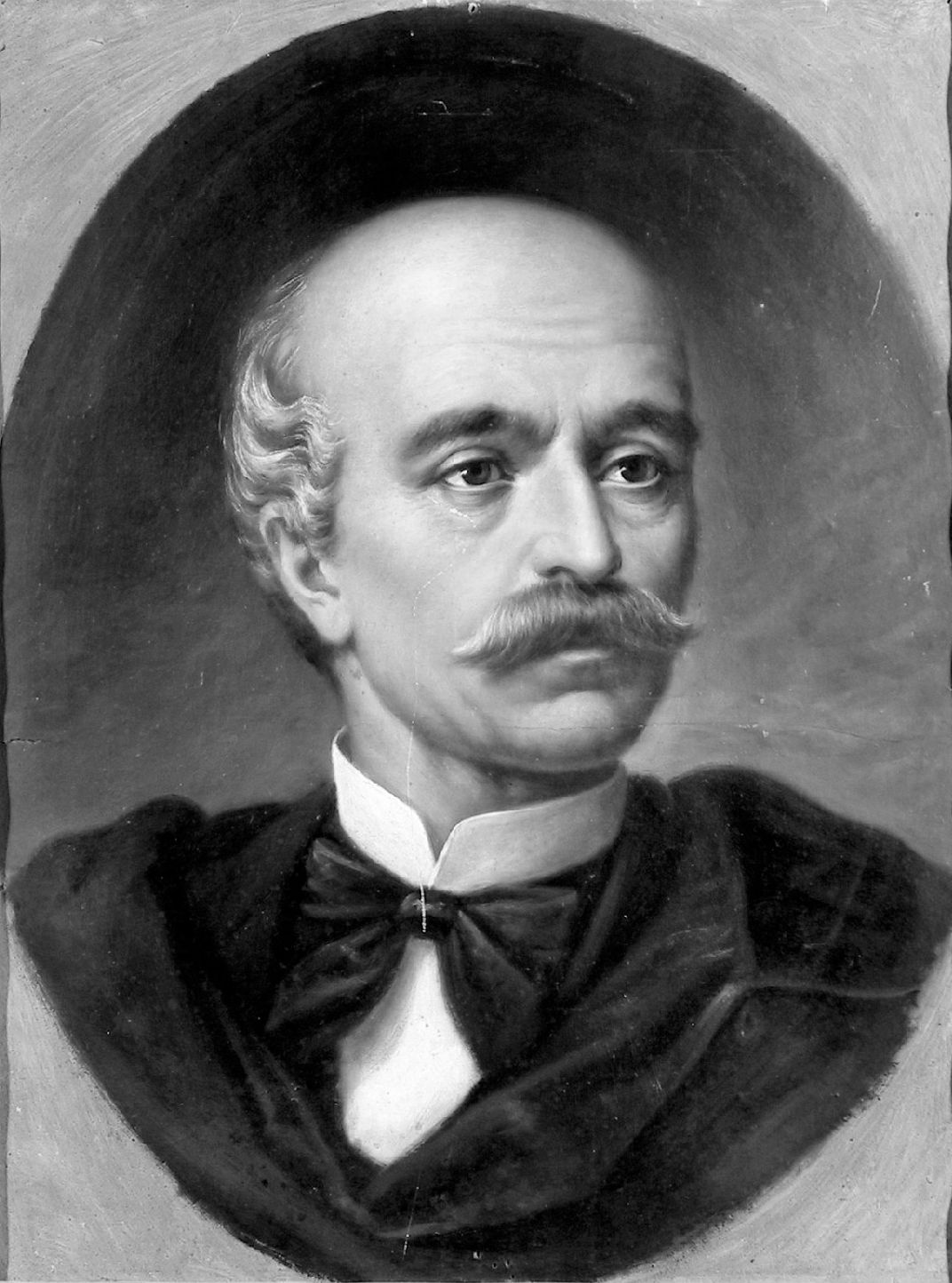
Vasile Alecsandri (portret de Mișu Popp)

În perioada 1878 - 1879, la conacul sau de la Mircești, scrie drama istorică romantică Despot-Vodă. Premiera a avut loc în octombrie 1879 pe scena Teatrului Național din București. Piesa fusese citită în cenaclul Junimii din 8 mai 1879, printre auditori aflându-se Mihai Eminescu, Ioan Slavici, Ion Luca Caragiale. Pe data de 30 septembrie 1880, i s-a jucat drama Despot Vodă. La Montpellier este premiat pentru poezia Cântecul gintei latine. Scrie feeria națională Sânziana și Pepelea.
Începe să lucreze în 1882 la piesa Fântâna Blanduziei, pe care o va termina anul următor. Sunt celebre epistolele pe care Ion Ghica i le trimite. În 1884 piesa Fântâna Blanduziei este reprezentată la Teatrul Național din București.
Scrie și citește în cenaclul Junimea drama Ovidiu. În 1885, Teatrul Național prezintă drama Ovidiu a lui Vasile Alecsandri.
În 1886, Titu Maiorescu a publicat în Convorbiri literare articolul Poeți și critici; acesta se încheie cu o privire sintetică asupra operei lui Alecsandri:
„A lui liră multicoloră a răsunat la orice adiere ce s-a putut deștepta din mișcarea poporului nostru în mijlocia lui. În ce stă valoarea unică a lui Alecsandri? În această totalitate a acțiunilor sale literare“.

### Volume de teatru. Comedii
- Chirița în Iași sau două fete ș-o neneacă (1850)
- Teatru românesc. Repertoriul dramatic al d-lui Vasile Alecsandri, Tipografia Francezo-Română, Iassi [Iași], (1852)
- Chirița în provincie (1855)
- Chirița în voiagiu (1865)
- Chirița în balon (1875)

### Volume de poezie

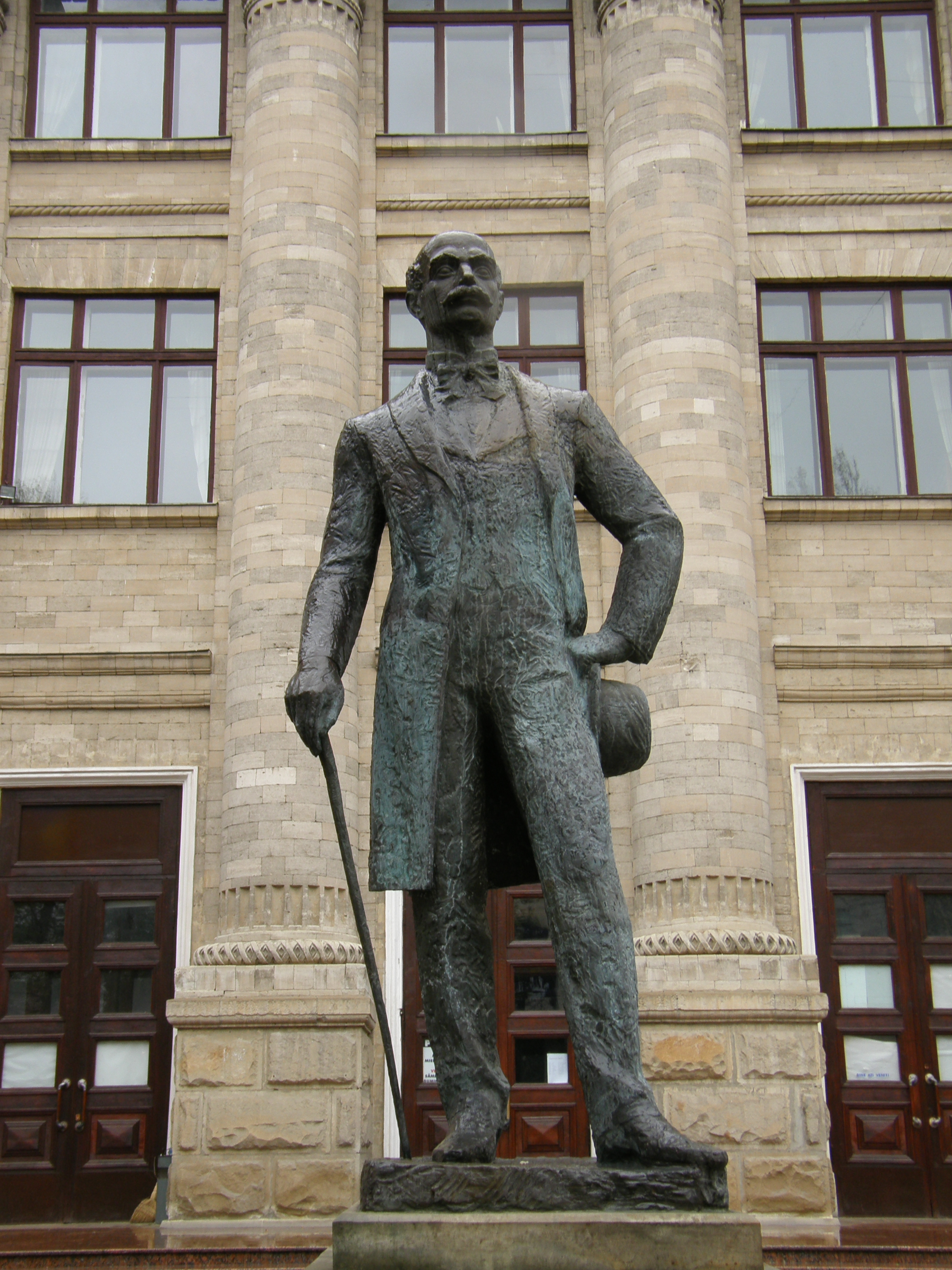
Monumentul lui Vasile Alecsandri în Chișinău, Republica Moldova.

- Poezii poporale. Balade (Cîntice bătrânești) adunate și îndreptate de Vasile Alecsandri, Volumul I (1852)
- Poezii poporale. Balade (Cîntice bătrânești) adunate și îndreptate de Vasile Alecsandri, Volumul II (1853)
- Doine și lăcrimioare, 1842-1852 (1853)
- Poezii populare ale românilor adunate și întocmite de Vasile Alecsandri (1866)

### Proze
- Istoria unui galben
- Suvenire din Italia. Buchetiera de la Florența
- Iașii în 1844
- Un salon din Iași
- Românii și poezia lor
- O primblare la munți
- Borsec
- Balta-albă
- Călătorie în Africa.
- Un episod din anul 1848

#### Proze din periodice

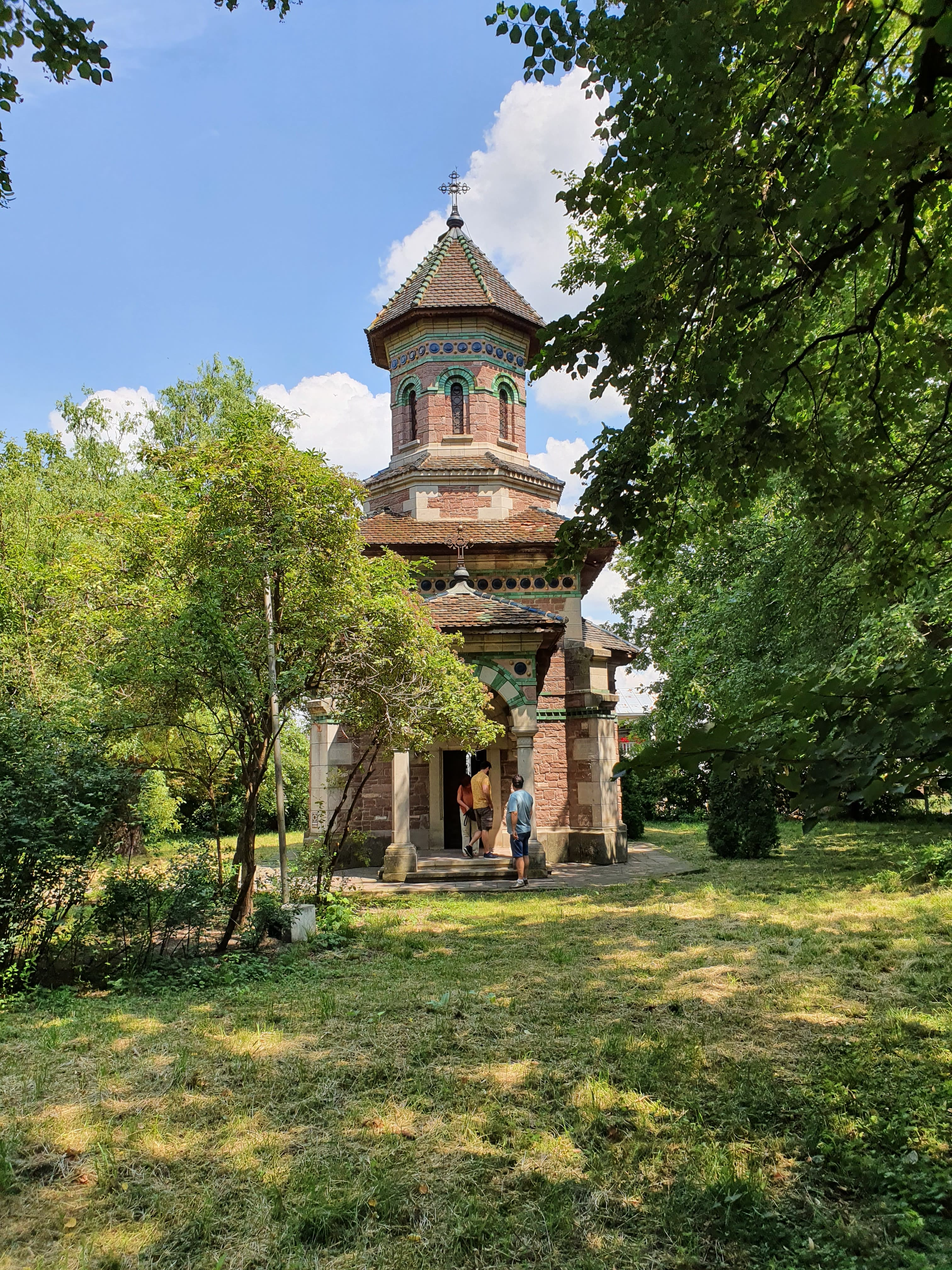
Capela din Mircești unde este înmormântat Vasile Alecsandri.

- Satire și alte poetice compuneri de prințul Antioh Cantemir
- Melodiile românești
- Prietenii românilor
- Lamartine
- Alecu Russo
- Dridri, (roman scris în 1869, publicat în 1873)
- Din albumul unui bibliofil
- Vasile Porojan
- Margărita, (nuvelă scrisă în 1870, din ea fiind publicată numai un mic episod în 1880)
- Introducere la scrisorile lui Ion Ghica către Vasile Alecsandri

### Drame
- Cetatea Neamțului sau Sobiețchi și plăeșii români (1857)
- Lipitorile satelor, dramă în 3 acturi și 2 tablouri, Tipografia Bermann-Pileski, Jassii [Iași](1863)
- Sgârcitul risipitor, Tipografia Buciumului Român, Iașii (1863)
- Despot-Vodă. Legendă istorică în versuri, Ediție princeps, Editura Librariei Socec & Comp. (1880)
- Fântâna Blanduziei (1884)
- Ovidiu (1890)

### Opere complete
- Opere complete. Poesii, vol. 1, Doine și lăcrămioare, 1875
- Opere complecte: Poesii, vol. 2, Mărgăritarele, 1875
- Opere complecte: Pasteluri, 1875
- Opere complecte: Legende, 18755

### Prezență în antologii
- Testament - Anthology of Modern Romanian Verse - Bilingual Edition (English/Romanian) / Testament - Antologie de Poezie Română Modernă - Ediție Bilingvă (Engleză/Română) - (Daniel Ioniță, Editura Minerva 2012 - ISBN 978-973-21-0847-5)

### În alte limbi
- Elbeszélések (Nuvele), traducere de Veress Endre, Wodianer F. és Fiai Könyv-nyomdája, Budapest, 1922.[13]

## Alecsandri și evreii
Atitudinea vizavi de evrei a lui Vasile Alecsandri este una controversată. Personajele de origine evreiască care apar în operele sale sunt negative, evreii fiind prezentați ca zgârciți, cămătari, asupritori, lipitori etc.
Alecsandri a conceput personaje de evrei ortodocși precum Herșcu boccegiu, jupânul Moise, Șloim și Șafăr cu caracteristici de evrei antipatici, imorali, cu înfățișare ridicolă și care vorbesc o limbă stricată. Din cauza abuzului de jargon româno-idiș din piesele de teatru de acest fel, Alecsandri a fost criticat de Mihai Eminescu (1870) și George Călinescu (1941). Călinescu a reproșat și de imaginarea unor personaje care ar fi, „profesional vorbind, inverosimile”, ca orândarul evreu și arendașul grec, din Lipitorile satului.
Într-un discurs parlamentar, acesta s-a opus vehement acordării cetățeniei române evreilor. El considera că acordarea cetățeniei române evreilor ar duce la pierderea suveranității României.
Cu toate acestea, există surse ce susțin că bunicul său patern era un evreu ce s-a convertit la creștinism. Această teorie este susținută și de istoricul Neagu Djuvara.